# Rudolf Rieser
Rudolf Rieser (* 8. Dezember 1939 in Hippach/Zillertal, Österreich; † 10. Dezember 2019 auf Burg Esch, Schwerdorff, Frankreich) war ein österreichischer Buchbinder und Künstler, der vor allem für seine Arbeit in der Kunstwelt des 20. Jahrhunderts bekannt war. Er machte sich einen Namen durch seine Zusammenarbeit mit renommierten Künstlern und die Realisierung von Kunstobjekten und Büchern.

## Frühes Leben und Ausbildung
Rudolf Rieser wurde 1939 in Hippach (Zillertal), Österreich, geboren. In den Jahren 1954 bis 1957 absolvierte er eine Ausbildung als Buchbinder in Mayrhofen und besuchte die Schule für graphisches Gewerbe in Innsbruck. Diese Ausbildung legte den Grundstein für seine spätere Karriere in der Kunstwelt. In seiner Jugend war er mit seinen Geschwistern, u. a. dem späteren Bildhauer Hans Rieser, als Volksmusik-Gruppe (Sängerfamilie) „D'Rieserbuam“ erfolgreich. Sie führten die Tradition ihres Vorfahren (Urgroßvater), dem Nationalsänger Veit Rahm fort. Bei Polydor erschienen mehrere Schallplatten der Gruppe.

## Die Galerie Der Spiegel und Zusammenarbeit mit Künstlern
In den Jahren 1960 bis 1967 war Rieser in der Galerie Der Spiegel in Köln tätig und leitete die Kunstwerkstätten. Während dieser Zeit besuchte er auch die Kunstakademie. In dieser Phase seines Lebens realisierte er Buch- und Kunstobjekte in Zusammenarbeit mit international bekannten Künstlern wie Max Ernst, Man Ray, Hans Arp und Victor Vasarely.
Im Jahr 1962 erlangte er den Meistertitel in seinem Handwerk. Während der Jahre 1965 bis 1973 traf er den Schweizer Künstler Dieter Roth und den Verleger Hansjörg Mayer (London/Stuttgart), mit denen er Kunstobjekte und Objekt-Bücher realisierte, darunter „Poetrie“ I-V. Diese Arbeiten wurden in zahlreichen Ausstellungen in Europa und den USA gezeigt.

## Zusammenarbeit mit George Brecht und anderen Künstlern
1968 begann Rieser eine kreative Zusammenarbeit mit dem amerikanischen Künstler George Brecht. Gemeinsam schufen sie Werke in den Bereichen Malerei und Collagen. Eine bemerkenswerte Realisierung war das „Nichtreisen“-Projekt, das „Musik-Kassetten“ und „L’Analphabeticon. Encyclopédie pour lettrés et illettrés“ umfasste. Im Jahr 1981 wurden diese Werke in 16 Bänden in Salzburg und Vaduz ausgestellt und präsentiert. Ihre Arbeiten fanden nicht nur in Europa, sondern auch in Japan Anerkennung und Beachtung.

## Zusammenarbeit mit der Petersburg Press und anderen Künstlern
Von 1968 bis 1992 arbeitete Rudolf Rieser eng mit dem Verleger und Galeristen Paul Cornwall-Jones von der Petersburg Press in London und New York zusammen. In dieser Zeit realisierte er Kunstbücher in Kooperation mit international renommierten Künstlern wie David Hockney, Jasper Johns, Francesco Clemente, Henry Moore, Samuel Beckett, Jim Dine, Claes Oldenburg, Kitaj, Eduardo Paolozzi und Richard Smith. Die Werke wurden in verschiedenen Bindevarianten gefertigt und stammten alle aus Riesers Werkstatt.
Einige der bemerkenswerten Künstlerbücher der Petersburg Press, die unter der Mitarbeit von Rieser entstanden, sind:
- David Hockney: „Fairy Tales“[15]
- Francesco Clemente: „The Departure of the Argonaut“[16]

- Jasper Johns, Samuel Beckett: „Foirades/Fizzles“[17]

- Jim Dine: „Picture of Dorian Gray“[18]

- Henry Moore, „Auden Poems“[19]

- Lee Friedlander: „15 Photographs“[20]

- Gene Davis: „The Portfolio Series I/II“[21]

- Kitaj: „Struggle in the West“[22][23]

## Weiteres Wirken
- 1969 Arbeiten mit Daniel Spoerri[24], André Thomkins[25] und Robert Filliou.
- 1970 Herstellung von Kunstobjekten für den Film „Ludwig Van“[26] von Mauricio Kagel[27], die heute im Museum Ludwig ausgestellt sind[28][29].
- 1970–1973 Zusammenarbeit mit dem Verlag GRAPHIS[30] und Marlborough Gallery (London)
- 1974–1981 Reisen in Europa und USA
- 1976 Atelier in Hannover
- 1979 Arbeiten mit Volker Hehn, Serigraphien
- 1980 Aufenthalte in Salzburg und Innsbruck
- 1982–1992 Ateliers in Brüssel und auf Schloss Fallais (Belgien)
- 1986 Arbeiten mit André Szabo[31], Ausstellung im Palais de Justice, Brüssel, und in der Fondation Isi Collin, Grenoble
- 1986 Aqua Prints
- 1987 Brüssel: EUROPALIA Österreich. Ausstellung Kunsthaus Lempertz, Brüssel/Köln, dazu der Katalog: RUDOLF RIESER. Variations sur un thème sentimental. Oeuvres sur papier
- 1975–1987 Verzeichnet 40 Nummern, darunter auch die Gletscherbilder; die Titel 32 – 40 entstanden in Zusammenarbeit mit George Brecht.
- 1988 Ausstellung Art Cologne[32]
- 1989 Laser Prints
- 1992 Exposition de Grand Prix de la Reliure, Mairie de Paris[33].

## Spätere Jahre und Erbe
Rudolf Rieser setzte seine künstlerische Tätigkeit bis zu seinem Tod im Jahr 2019 auf Burg Esch in Schwerdorff, Frankreich, fort. Sein beeindruckendes Erbe in der Kunstwelt umfasst nicht nur seine eigenen Arbeiten, sondern auch die bedeutenden Kooperationen und Kunstwerke, die er im Laufe seiner Karriere ermöglichte.